# Challenge international du Nord 1898
Navigation
1899
Le Challenge international du Nord 1898 est la première édition du Challenge international du Nord.
Elle réunit quatre équipes : trois clubs français, l'Iris Club lillois, le Racing Club roubaisien et l'Union sportive de Calais, ainsi qu'un club belge, le Léopold Club de Bruxelles. Ces clubs sont donc directement qualifiés pour les demi-finales.
Le quotidien Le Vélo regrette qu'aucun club parisien ne se soit engagé à l'occasion de cette première édition.

## Compétition

### Demi-finales
Les demi-finales ont lieu les dimanche 3 et 17 avril 1898. Le Léopold Club de Bruxelles s'impose dans la première, tandis que le Racing Club roubaisien remporte la seconde.
| Demi-finale 1         | Léopold Club de Bruxelles                                                                          | 1 – 0   | Iris Club lillois                                                                                 |                                                             |                                                             |
| Dimanche 3 avril 1898 | | (0 – 0) |                                                                                                   | Tourcoing Spectateurs : environ 3 000 Arbitrage : M. Waeles | Tourcoing Spectateurs : environ 3 000 Arbitrage : M. Waeles |
| Dimanche 3 avril 1898 | ,                                                                                                  |         |                                                                                                   | Tourcoing Spectateurs : environ 3 000 Arbitrage : M. Waeles | Tourcoing Spectateurs : environ 3 000 Arbitrage : M. Waeles |
| Dimanche 3 avril 1898 | Convert - de Mora, Fauquel - Thornton, Pelgrims, Pope - Serstaetens, Bormans, Sparrow , Bemeltmans | Équipes | Favier - Wattine, Nicodème - Grimonprez, Udall, Decroix - Willaume, Cross, Brawen, Veyte, Decroix | Tourcoing Spectateurs : environ 3 000 Arbitrage : M. Waeles | Tourcoing Spectateurs : environ 3 000 Arbitrage : M. Waeles |

| Demi-finale 2                  | RC roubaisien                                                                                                | 3 – 0   | US Calais                                                                                   |           |           |
| Dimanche 17 avril 1898 14 h 30 | Loucheur L. Dubly · M. Dubly                                                                                 | (0 – 0) |                                                                                             | Tourcoing | Tourcoing |
| Dimanche 17 avril 1898 14 h 30 | , |         |                                                                                             | Tourcoing | Tourcoing |
| Dimanche 17 avril 1898 14 h 30 | H. Lesur - Maurice, Émile Lesur - Maincent, Bonte, Rohart - Vroman, Loucheur, V. Waeles, Salomon, Léon Dubly | Équipes | Topham - Smith, Belan - Borrups, Shibbs, Finlen - Hawey, Delannoy, Hembert, Banquart, Noyon | Tourcoing | Tourcoing |

### Finale
| Finale                       | Léopold Club de Bruxelles                                                                                       | 3 – 1   | RC roubaisien                                                                                         | Tourcoing                 |                           |
| Dimanche 24 avril 1898 14h30 | |         | | Spectateurs : environ 500 | Spectateurs : environ 500 |
| Dimanche 24 avril 1898 14h30 | , |         | | Spectateurs : environ 500 | Spectateurs : environ 500 |
| Dimanche 24 avril 1898 14h30 | Mathieux - de Mora, Fauquel - Thornton, Pelgrims, de Mora - de Borman, Lippens, Finlesson, Sparrow , Bemeltmans | Équipes | H. Lesur - Maurice, Ernest Lesur - Maincent, Bonte, Rohart - Vroman, Loucheur, Salomon, Waeles, Dubly | Spectateurs : environ 500 | Spectateurs : environ 500 |